# Segunda Epístola aos Tessalonicenses
A Segunda Epístola aos Tessalonicenses, geralmente referida apenas como II Tessalonicenses, é o décimo-quarto livro do Novo Testamento da Bíblia, e a segunda carta que o apóstolo Paulo (junto com Silas e Timóteo) redigiu aos cristãos da cidade de Tessalônica, na época pertencente a província da Macedônia no Império Romano.

## Estrutura
A Tradução Brasileira da Bíblia organiza os capítulos da seguinte maneira:
Capítulo 1
- versículos 1-2 - Saudação
- versículos 3-12 - Ação de graças a Deus pela paciência e fé dos tessalonicenses. Oração por eles

Capítulo 2
- versículos 1-12 - Os acontecimentos que devem preceder a vinda de Cristo. O mistério da iniquidade
- versículos 13-17 - De novo, dá graças a Deus e ora por eles

Capítulo 3
- versículos 1-5 - Paulo pede as orações deles
- versículos 6-16 - Diversos preceitos
- versículos 17-18 - Saudação pessoal e a bênção

## Contexto histórico
A Segunda Epístola aos Tessalonicenses foi escrita pouco tempo após a Primeira Epístola aos Tessalonicenses, enquanto ele permaneceu na cidade de Corinto durante a segunda viagem missionária. Nela, Paulo reforça o ensino da primeira, se alegrando com a fé deles nas perseguições e esclarece a principal dúvida dos tessalonicenses: o momento da segunda vinda de Cristo.

## Controvérsias acadêmicas
Entre os acadêmicos e estudiosos, há controvérsia a respeito de se atribuir a autoria desta epístola ao apóstolo Paulo, chamando a atenção para o conteúdo desta epístola em relação à primeira. Como salienta Bart Ehrman, escritor agnóstico e crítico do cristianismo:
A chave para considerar que II Tessalonicenses foi escrita por ele é que sua tese principal parece contradizer o que o próprio Paulo disse em I Tessalonicenses.
Segundo a primeira epístola, o retorno de Cristo seria inesperado, repentino. Já na segunda, o fim não seria imediato, repentino, inesperado, mas precedido de vários sinais que o indicariam.